# A Tale of Two Cities (TV-film)
A Tale of Two Cities är en amerikansk TV-film från 1980. Manuset är baserat på Charles Dickens roman Två städer från 1859.

## Rollista (i urval)
- Chris Sarandon - Charles Darnay / Sydney Carton
- Alice Krige - Lucie Manette
- Peter Cushing - Dr. Alexander Manette
- Kenneth More - Dr. Jarvis Lorry
- Barry Morse - St. Evremonde
- Flora Robson - Miss Pross
- Billie Whitelaw - Madame Therese Defarge
- Nigel Hawthorne - Mr. CJ Stryver
- Norman Jones - Monsieur Ernest Defarge
- George Innes - Jeremiah Cruncher
- David Suchet - John Barsad

### Fotnoter
1. ↑  ”A Tale of Two Cities” (på engelska). Shout Factory. 20 mars 1980. https://www.shoutfactory.com/film/film-drama/a-tale-of-two-cities. Läst 18 september 2016.